# 屋良朝久
屋良朝久（やら　ちょうきゅう、万暦30年（1602年） - 康熙2年（1663年））は、琉球王国第二尚氏王統の王族。第三代国王尚真の第四王子尚龍徳・越来王子朝福の孫。唐名は向成章、大和名は屋良按司朝久。
琉球王国第二尚氏王統第三代国王尚真の第四王子尚龍徳の孫。向恭安の次男。嘉味田殿内の分家三世。兄の向成名・朝重が島添大里王子朝長（尚寧王の従兄弟）の娘（勢能君）へ婿入りして島添大里間切総地頭を継承したことにより、父親の跡目となり越来間切総地頭を継いだ。しかし、朝重は離婚して実父の跡目に戻り、順治2年（1645年）、喜屋武間切の総地頭に転任。朝久は屋良按司となった。墓は近年子孫ら（屋良家、仲地家、新田家など）により首里から宜野湾市喜友名に移された。
次男に冨茂昌・新田親方宗則（耳目官、物奉行）、子孫に元沖縄県知事屋良朝苗、その長男で琉球大学名誉教授屋良朝夫、政治活動家屋良朝助、お笑いタレントパッション屋良（本名、屋良 朝苗）、沖縄芝居師仲地宗寛などがいる。

## 系譜
屋良按司一家は本家である喜屋武御殿（のちの嘉味田殿内）と不仲であったことが伝わっており、朝久の長男は平民に落とされ、次男は尚豊王夫人・眞南風按司の養子になることで首里に残り、残った三男が屋良按司を継いだものの北谷に左遷された。
- 父：向恭安・越来按司朝村（嘉味田殿内二世）
- 母：眞鶴金・君辻按司加那志（尚清王第七王子伊江御殿一世尚宗賢・伊江王子朝義娘）
  - 兄（長男）：向成名・喜屋武按司朝重

- 室：不詳
  - 長男：向思忠・朝休（按司の位を放棄して西原間切に落ちる。西原親方を追号[3]）
  - 次男：冨茂昌・新田親方宗則（朝則）（尚豊王夫人・眞南風按司の猶子）
  - 三男：向思泰・屋良按司朝林